# The Damned (pel·lícula de Palsson de 2024)
The Damned és una pel·lícula d’horror folk del 2024 dirigida per Thordur Palsson i escrita per Jamie Hannigan, que va adaptar el guió a partir d'una història de Palsson. Protagonitzada per Odessa Young com una vídua del segle XIX que s'enfronta a una decisió agònica després que un naufragi amenaça d'esgotar completament els escassos subministraments del seu poble durant un hivern cru. El repartiment també inclou Joe Cole, Rory McCann, Lewis Gribben i Turlough Convery.
Una coproducció internacional entre el Regne Unit, Islàndia, Irlanda, Bèlgica i els Estats Units, The Damned va ser finançada i produïda per Elation Pictures en col·laboració amb Wild Atlantic Pictures, Netop Films i Ley Line Entertainment. El rodatge va tenir lloc a Islàndia l'any 2023.
The Damned es va estrenar al Festival de Cinema de Tribeca el 6 de juny de 2024. Abans del seu debut, Vertical Entertainment va adquirir els drets de distribució nord-americans, planejant una estrena a les sales més tard aquell any. La pel·lícula es va estrenar finalment als Estats Units el 3 de gener de 2025, rebent crítiques positives i recaptant 1,3 milions de dòlars a taquilla.

## Argument
L'Eva, una jove vídua del segle XIX, gestiona un lloc remot de pesca d'hivern en una badia de l'Àrtic, heretat després que el seu marit Magnus morís en un naufragi sobre roques irregulars anomenades "les Dents". El lloc avançat, aïllat del poble més proper per un viatge a les muntanyes nevades, s'enfronta a un hivern dur amb subministraments minvants. L'Eva i la seva tripulació, liderada pel timoner Ragnar, han recorregut a menjar esquer a mesura que disminueix la seva captura. Un matí, són testimonis d'un naufragi als Dents, però amb recursos limitats, Eva accepta de mala gana deixar els supervivents a la seva sort.
Més tard, un barril de carn de porc salada del naufragi arriba a terra, fet que va fer que l'Eva liderés la tripulació en una arriscada recerca nocturna de més subministraments. Recuperen una caixa que conté oli de llum i brandi, però es troben amb supervivents desesperats aferrats a les roques. El caos es produeix quan els supervivents intenten pujar al petit vaixell de la tripulació, provocant violència i la mort de Ragnar. Malgrat els seus esforços, tornen amb uns recursos mínims i una creixent sensació de desesperació.
L'endemà, els cossos del naufragi arriben a terra i comencen fets estranys. Es troba un cadàver amb anguiles vives a l'estómac. La tripulació, desconfiada del folklore nòrdic sobre els Draugr, criatures ressuscitades plenes d'odi , pren precaucions per evitar que s'aixequin. Tanmateix, l'Eva comença a experimentar somnis vívids i visions d'una figura fosca, i la supersticiosa Helga adverteix que cal cremar el draugr per aturar el seu turment.
Després d'un breu descans amb una captura exitosa, el desastre torna a colpejar quan les botigues de peix desapareixen i Helga desapareix. La tripulació troba el seu rastre que condueix a un taüt buit al lloc de l'enterrament. La paranoia i els deliris s'apoderen del grup, culminant amb enfrontaments violents entre la resta de membres. Eva, decidida a acabar amb l'amenaça, es proposa enfrontar-se al draugr.
La caça de l'Eva comporta més pèrdues, ja que el lloc d'enterrament cobert de boira reclama un altre membre de la tripulació i Helga es troba congelada fins a la mort. De tornada a la cabana, un posseït Daníel ataca abans de treure's la vida. L'Eva es troba llavors amb el draugr, que l'arrossega a un enfrontament final. Aconsegueix disparar a la grotesca criatura, cremar la cabana i escapar, creient que el calvari ha acabat.
Un flashback revela la veritat: el draugr era un supervivent desesperat del naufragi. Parlant en basc, va oferir a l'Eva un rellotge de butxaca d'or i va suplicar per la seva vida. Incapaç d'entendre’l, l'Eva li va disparar, va agafar el rellotge i li va calar foc.

## Repartiment
- Odessa Young com a Eva
- Joe Cole com a Daníel
- Rory McCann com a Ragnar
- Siobhan Finneran com a Helga
- Francis Magee com a Skuli
- Turlough Convery com a Hakón
- Mícheál Óg Lane com Aron
- Lewis Gribben com a Jonas
- Andrean Sigurgeirsson com a supervivent i cadàver
- Guillermo Uria com a supervivent i draugr

## Producció
Thordur Palsson va escriure la història i va dirigir, mentre que Jamie Hannigan va escriure el guió. Emilie Jouffroy i Kamilla Hodol van produir per a Elation Pictures al costat de John Keville i Conor Barry de Wild Atlantic Pictures i Netop Films. Els productors també inclouen Tim Headington, Theresa Steele Page i Nate Kamiya productors per a Ley Line Entertainment.
Odessa Young fou seleccionada com a Eva el 2021. A l'abril de 2023, el repartiment també incloïa Joe Cole, Lewis Gribben, Siobhan Finneran, Francis Magee, Rory McCann, Turlough Convery, Mícheál Óg Lane i Andrean Sigurgeirsson.
El rodatge va tenir lloc a Islàndia l'any 2023 i el projecte va entrar en postproducció a la primavera de 2023.

## Estrena
Es va estrenar al Festival de Cinema de Tribeca el 6 de juny de 2024. Abans, Vertical va adquirir els drets de distribució nord-americans de la pel·lícula, planejant llançar-la a finals del 2024. La pel·lícula es va estrenar als cinemes el 3 de gener de 2025.

## Recepció
Als Estats Units, la pel·lícula va guanyar 769.721 dòlars en 732 sales de cinema durant el seu cap de setmana d'obertura.
Al lloc web de l'agregador de ressenyes Rotten Tomatoes, el 91% de les 75 opinions dels crítics són positives, amb una valoració mitjana de 6,6/10. El consens del lloc web diu: "Gran estat d'ànim i terror existencial, l'enfocament pacient de l'horror de The Damned es compensa amb calfreds cerebrals."
Metacritic, que utilitza una mitjana ponderada, va assignar a la pel·lícula una puntuació de 64 sobre 100, basada en 18 crítics, indicant crítiques "generalment favorables".